# غايوس يوليوس سيزر آي
غايوس يوليوس سيزر آي (و. – 166 ق.م م) هو سياسي من روما القديمة.

## مناصب
تولى منصب قنصل الجمهورية الرومانية ‏.